# 剑经
《剑经》为明朝將領俞大猷所编。他精通棍术。相傳他曾与少林寺要与少林寺弟子切磋少林棍法，可惜早已失传。他便留给少林寺他所编著的关于棍术的《剑经》，并传授少林寺弟子棍法。当前研究者认为，目前少林寺的棍法係他所传。

## 外部連結
- 策略研究中心：劍經[永久]